# 뱟카강

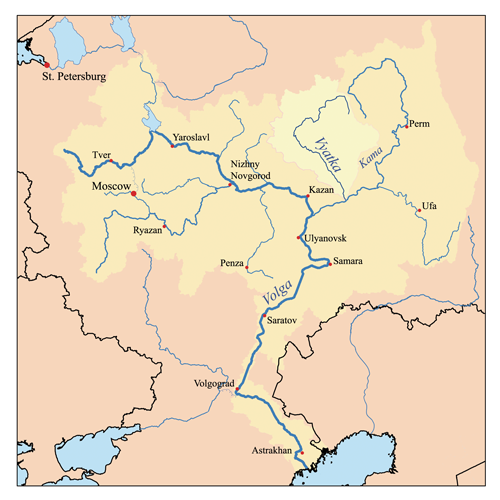

뱟카강(러시아어: Вятка, 타타르어: Нократ, 마리어: Виче, 우드무르트어: Ватка)은 러시아의 키로프주와 타타르스탄 공화국을 지나는 강으로, 카마강의 우측 지류이다. 길이는 약 1,314km이고 강의 유역은 129,000 제곱킬로미터에 달한다.
우드무르트 공화국 북부에서 발원한다. 11월 초에서 이듬해 4월 후반기까지 얼어있으며 다양한 물고기로 가득하다. 강의 하구에서부터 키로프까지 약 700km의 거리는 배로 항행 가능하며 키로프의 원 명칭이 1934년까지 뱟카였다. 지류로 렛카강, 벨라야홀루니차강, 몰로마강, 피지마강, 쳅차강, 우르줌카강, 킬메지강, 쇼시마강 등이 있다.

## 같이 보기
- 카마강